# Molnár Béla (politikus, 1865–1926)
Molnár Béla (Gálszécs, 1865. december 22. – Gálszécs, 1926. július 30.) országgyűlési képviselő.

## Élete
Középiskoláit Kassán végezte; jogi tanulmányainak befejeztével államtudományi doktori oklevelet nyert. A Zemplén megyei közigazgatási bizottság tagja volt. A tokaji tűzkárosultak volt kormánybiztosa. 1892-ben választották meg országgyűlési képviselőnek az olaszliszkai kerületben szabadelvű programmal. A kérvényi bizottság jegyzője és a mentelmi bizottság tagja volt.
Országgyűlési beszédei a Naplókban (1892-96) vannak.